# Cabo de Tortosa
El cabo de Tortosa (en catalán: Cap de Tortosa) es un cabo español situado en la costa mediterránea del noreste, al sur de la provincia de Tarragona. Es el extremo final del parque natural del Delta del Ebro situado junto a la desembocadura del río Ebro en el mar Mediterráneo. Políticamente pertenece al municipio de Sant Jaume d'Enveja y geográficamente constituye el límite entre la costa Dorada y la costa del Azahar. En él se encuentra desde 1860 el Faro del Cabo Tortosa.

## Descripción
Es el punto más oriental del delta del Ebro, y es móvil. En 1911 se instaló un faro, que en 1927 se inundó bajo las aguas.
El difícil acceso a los puertos naturales del Fangar y los Alfaques, debido a los cambiantes bajos formados por las tierras de aluvión arrastradas por el río Ebro determinó que esta zona fuera uno de los puntos más necesitados de alumbrado y, por tanto, se incluyó en el Primer Plan de Alumbrado Marítimo de España aprobado por Real Decreto en 13 de septiembre de 1847. En el mismo se establecía la construcción de tres faros de distinto orden e importancia,  a situar en la isla de Buda, en la Punta de la Baña y en la Punta del Fangar como puntos geográficos más representativos para delimitar los terrenos del delta.